# ブラック・スワン (映画)
『ブラック・スワン』（原題：Black Swan）は、ダーレン・アロノフスキー監督による2010年のアメリカのサイコスリラー映画である。日本ではR15+指定作品として公開された。

## 概要
バレエ『白鳥の湖』の主演に抜擢され、潔白な白鳥と官能的な黒鳥の二つを演じることになったバレリーナが、プレッシャーにより徐々に精神が崩壊していく様を描いたサスペンス映画である。主演のバレリーナをナタリー・ポートマン、その振付師をヴァンサン・カッセル、ライバルのバレリーナをミラ・クニスが演じる。
撮影は基本的に16mmフィルムを使用。地下鉄のシークエンスではキヤノンのEOS 1D MarkIVとEOS 7Dが使われた。
批評面、興行面共に成功を収め、第83回アカデミー賞では作品賞を含む5部門で候補に挙がった。主演のナタリー・ポートマンは約10kgの減量で身体作りをした。また、幼少期の経験を活かし、1年に渡る過酷なバレエの特訓を行い、アカデミー主演女優賞を始めとする多くの賞を受賞した。しかし、ポートマンのダンス・シーンは後にボディダブル絡みの論争を巻き起こすこととなった。
ポートマンが演じるニナの練習着のデザインは、ドイツ在住の日本人ダンサー兼デザイナーの竹島由美子が担当した。
ポートマンは2010年12月に本作で共演したダンサー・振付師のバンジャマン・ミルピエと結婚する予定であることを発表。また、既に妊娠していることを明らかにした（正式な婚姻関係にないまま2011年6月14日出産。2012年8月に結婚した）。

## ストーリー
娘盛りのニナ（ナタリー・ポートマン）は、ニューヨークのある一流バレエ団に所属し、バレリーナとして人生の全てをバレエに捧げる日々を送っている。一緒に住む母親エリカ（バーバラ・ハーシー）は元バレリーナで、今では絵画を描く日々を送っているが、自分が果たせなかったバレリーナとしての夢をニナに託すステージママとなっており、彼女に対して過剰なほどの愛情を注いでいる。
ニナの所属するバレエ団は次の公演『白鳥の湖』の上演準備に入り、バレエ団のフランス人の演出家トマ（ヴァンサン・カッセル）はこの演目のプリマ（主役）を選ぼうとしていた。『白鳥の湖』の主役「白鳥の女王」は、純真で無垢な「白鳥」と、官能的で邪悪な「黒鳥」の二役を一人で踊るため、相反する事柄を一人で表現する実力が必要である。トマは年を取ったプリマバレリーナのベス（ウィノナ・ライダー）を白鳥の女王役には用いず、新人のリリー（ミラ・クニス）やヴェロニカ（クセニア・ソロ）、そしてニナを候補者に挙げ、ニナにプリマとなる機会が巡って来る。
しかし、ニナの生真面目で几帳面な気性は白鳥役には向いていたが、黒鳥を表現し切れず、トマはヴェロニカを主役に選ぼうとする。ニナは再考を懇願しにトマの所へ行くと、トマに突然キスをされ、ニナは思わず彼の唇を噛んでしまう。ニナに意外な面があることに気付いたトマは考えを翻し、ニナを主役に抜擢する。バレエ団は次の公演の為に宴会を開き、トマはバレエ団のプリマ・バレリーナだったベスの引退を発表し、さらにその場でニナを新しいスターとして招待客に紹介した。
客たちの話し相手をして回ったが、ロビーでトマを待っていた所にベスが現れ、トマを性的に誘惑してプリマ・バレリーナの座を得たのだろうと詰られる。その後、トマのアパートに招待された彼女は、黒鳥を演じる為に性的な喜びを追求することが必要だと忠告を受ける。
次の日から過酷な練習が始まるが、ニナは性的に魅了するような情熱に欠けているとトマに責められ、やがて精神的に疲れ幻覚や妄想に悩まされるようになり、代役として控えているリリーが、自分がせっかく射止めた主役の座を奪おうとしているようにも思えてならなくなってくる。
ある夜、ニナは母親と諍いを起こし、リリーに誘われクラブへと飲みに出かける。酔った勢いでニナは麻薬を使い、男性と性行為に興じる。その後ニナとリリーはニナのアパートに帰ったが、また母親と言い争いになってしまう。ニナはリリーと二人だけで自分の部屋に閉じ篭り、リリーと性行為に耽り、やがて寝込んでしまう。翌朝ニナが目を覚ますと彼女は一人で、一緒にいるはずのリリーはどこにもいなかった。練習場に駆け付けて見ると、その練習はリリーが白鳥の女王役を踊る形で始まっていた。ニナはリリーに対して、なぜ起こしてくれなかったのかと怒りをぶちまけるが、リリーは昨晩はクラブで出会った男性と一夜を過ごしたと言う。アパートでの二人の出来事はニナの妄想であった。
ニナの幻覚や妄想は日増しに酷くなり、『白鳥の湖』の開演を翌日に控えた前夜、トマと舞台裏で性行為をしているリリーが徐々にニナ自身に変身して行くという幻覚症状に襲われる。帰宅後も母親が描いた数多くの絵が自分のことを嘲笑っているように見えてしまう。さらに自分の身体までも鵞鳥のように化かすと、遂にニナは気を失ってしまう。
いよいよ公演が始まる日の夕方ニナが目覚めると、体調を崩し舞台に出られないと劇場に連絡した、と母に告げられる。ニナは母を乱暴に振り切り、劇場へ向かう。劇場ではリリーが白鳥の女王を踊る準備を進めていた。ニナはそんな経緯を無視し、「代役は不要」とトマに告げると白鳥として踊る準備を整えた。
第一幕は順調に滑り出したかに見えたが、やがてニナは幻覚を見始め、仕舞いには王子役のバレエ・ダンサーがニナを受け損ない落としてしまう。すっかり憔悴して楽屋に戻ると、そこには黒鳥の化粧をしているリリーの姿があった。そして眼前でリリーがニナ自身の姿へと変容する幻覚を見ながら、彼女と揉み合いになり、割れた鏡の破片でリリーを刺殺してしまう。ニナはリリーの死体を隠し、第三幕を踊る為、黒鳥として舞台に登場した。
ニナはまるで身も心も黒鳥となったかのように、情熱的にそして官能的に踊り、観客は総立ちで拍手をしてニナを褒め称えた。舞台を下りると、ニナはトマと抱き合い口付けを交わす。しかしニナが楽屋で待機していると、そこにニナの踊りに感動したリリーが激励の言葉をかけに現れた。この時、ニナはリリーと争ったことは現実ではなく幻覚だったこと、鏡の破片で刺したのもリリーではなく、自分自身だったということに気付く。
第四幕（最後幕）舞台が始まり、ニナは結末を完璧に躍りこなした。最後の白鳥が崖から跳び下りて自らの命を絶つ場面を演じながら、ニナは観客の中に母がいて感動してすすり泣いていることに気付いた。観客はまた総立ちになり劇場全体に割れんばかりの拍手が響き渡った。観客席が感動に包まれ、リリーはニナを褒め称え、トマはニナを抱擁した。しかし、その直後、ニナはその場に崩れ落ちる。完璧なバレエを舞いきったニナは、恍惚とした表情で宙を見上げるが、その視界は徐々に白んで行くのだった。

## キャスト
※括弧内は日本語吹替
- ニナ・セイヤーズ / ザ・スワン・クイーン - ナタリー・ポートマン（坂本真綾）
- トマ・ルロイ / ザ・ジェントルマン - ヴァンサン・カッセル（森田順平）
- リリー / ザ・ブラック・スワン - ミラ・クニス（小松由佳）
- エリカ・セイヤーズ / ザ・クイーン - バーバラ・ハーシー（竹口安芸子）
- ベス・マッキンタイア / ザ・ダイング・スワン - ウィノナ・ライダー（園崎未恵）
- デヴィッド / ザ・プリンス - バンジャマン・ミルピエ（英語版）
- ベロニカ / リトル・スワン - クセニア・ソロ（英語版）（浅井清己）
- ガリナ / リトル・スワン - クリスティーナ・アナパウ（英語版）（小林希唯）
- マデリン / リトル・スワン - ジャネット・モンゴメリー
- アンドリュー / シュータ - セバスチャン・スタン（川野剛稔）
- トム / シュータ - トビー・ヘミングウェイ

## 製作・背景

### 構想
アロノフスキー監督は多数の『白鳥の湖』関連作品を鑑賞し、そして白鳥と黒鳥の二重性を脚本に関連づけた。
アロノフスキーは、『レスラー』と『ブラック・スワン』は元々一つの企画であったことから、これらを姉妹編と呼んでいる。彼は結局、「一つの映画にするにはあまりに多い」ため、レスリングとバレエの世界を切り離した。彼は2本の映画を比較し、「ある者はレスリングは最低の芸術と言い、またある者はバレエを最高の芸術と呼ぶ。しかし、私にとって驚くべきことは、これらの世界両方のパフォーマーがいかに似通っているかである。どちらでも、パフォーマー自身の身体を信じられないほど使って何かを表現している」と語った。『ブラック・スワン』のサイコスリラーの要素について、女優のナタリー・ポートマンは、ロマン・ポランスキーの1969年の映画『ローズマリーの赤ちゃん』と比較したが、アロノフスキーはポランスキーの『反撥』（1965年）と『テナント/恐怖を借りた男』（1976年）が最終的に映画に「大きな影響」があると語った。また、俳優のヴァンサン・カッセルは、ポランスキーの初期作品、さらに、デヴィッド・クローネンバーグの初期作品と『ブラック・スワン』を比較した。
2010年にアロノフスキーは自身へのインタビュー上で、1998年のアニメ映画『パーフェクトブルー』と『ブラック・スワン』の類似性を指摘された影響は無いと述べたが、その後に今敏から飛行機内で話す時間が出来た際に今から「明らかにパクリなシーンがありますよね？パクリじゃないですか？」と質問され「それはオマージュですから」と弁明した事があり、今は「オマージュって便利な言葉だな」と不快感を示している。また今敏死後に発売された書籍『今敏アニメ全仕事』に哀悼のコメントを寄せている。

### 企画と撮影

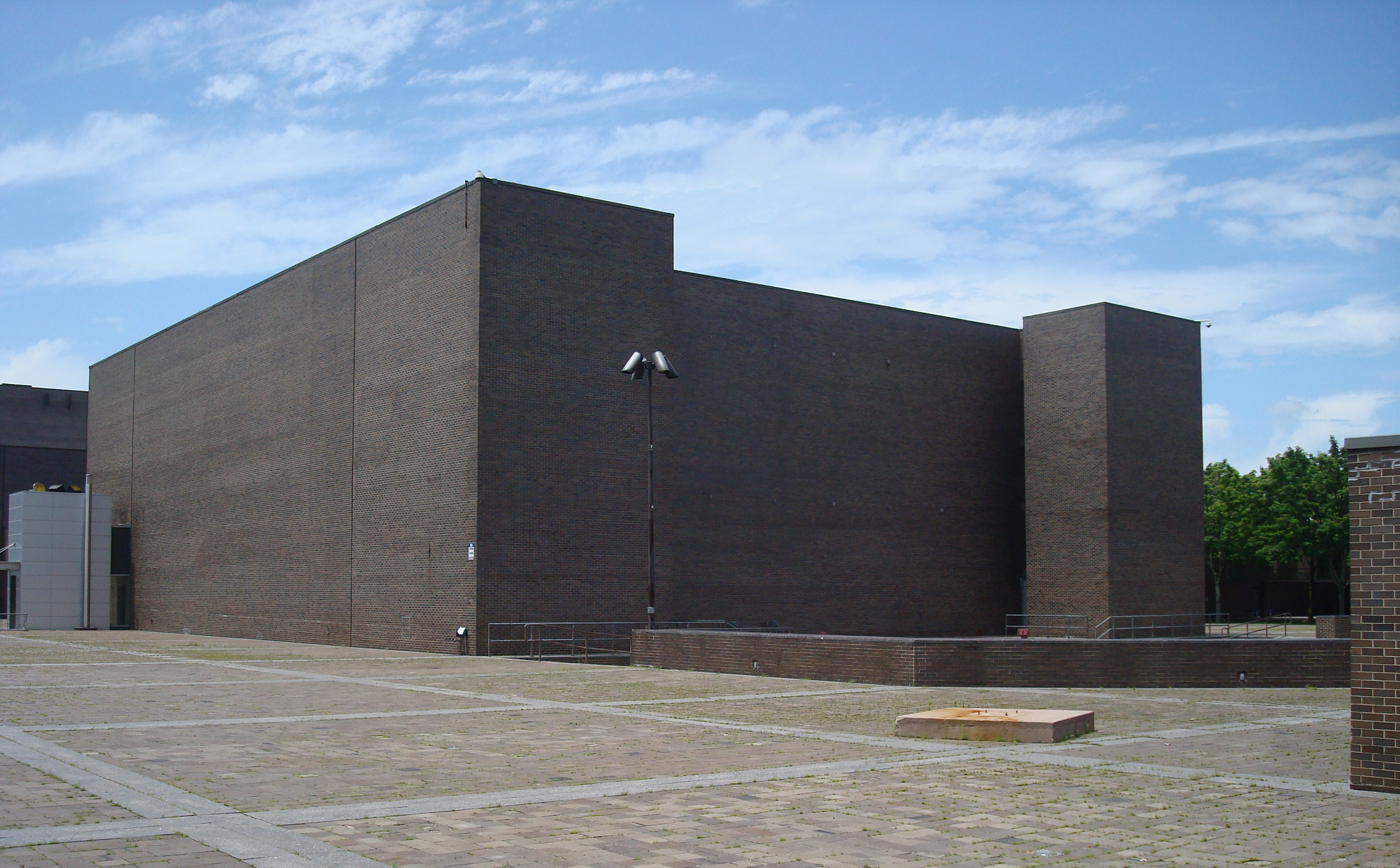
撮影が行われたニューヨーク州立大学パーチェス校の演技芸術センター

脚本がまだ執筆されていない2000年頃、アロノフスキーとポートマンは初めてバレエ映画について議論をした。アロノフスキーは競合するバレエダンサーとのラブシーンに関してポートマンに話し、そして彼女は「私は、この映画がとても多くの方法で自分ともう一人の自分への芸術家のエゴとナルシズム的なかなりの魅力を探究していて、それが非常におもしろいと思った」と振り返っている。アロノフスキーが『ブラック・スワン』の詳細なアウトラインをユニバーサル・ピクチャーズに提案した2007年1月、スタジオはプロジェクトを企画第一段階へと進めた。プロジェクトは同スタジオではまとまらず、そしてアロノフスキーは代わりに『レスラー』を撮った。2008年に『レスラー』を撮り終えた後、彼はマーク・ヘイマンに『ブラック・スワン』を執筆するように依頼した。2009年6月までにユニバーサルはプロジェクトをターンアラウンドに置くが、ポートマンが主演することは決まっていたため、他のスタジオと専門部門から注目を浴びた。『ブラック・スワン』はプロトゾア・ピクチャーズとオーバーナイト・プロダクションズの融資提供の下で企画が進められた。2009年7月、キュニスの出演が決まった。
フォックス・サーチライト・ピクチャーズは『ブラック・スワン』が配給し、1000万から1200万ドルの製作予算を与える。主要撮影はスーパー16mmカメラを使って行われ、ニューヨーク市で2009年の終わりに向けて始まった。撮影の一部はニューヨーク州立大学パーチェス校の演技芸術センターで行われた。アロノフスキーは『レスラー』と同じく、ミュート・パレットと粗粒子を用いて『ブラック・スワン』を撮影した。

### 衣裳デザイン論争
エイミー・ウェストコットは、衣裳デザイナーとしてクレジットされ、いくつもの賞でノミネートを受けたが、ポートマンや他のダンサーの40ものバレエ衣裳をデザインした人物に関して論争が生じた。イギリスの『インデペンデント』紙の記事によると、これらの衣裳は実際にはロダルテのケイト・ミュラヴィーとローラ・ミュラヴィーの姉妹がデザインしたのだという。ウェストコットはその記事に反論し、ブラック、ホワイト・スワンの衣裳は全部で7つであり、ロダルテとウェストコットとアロノフスキーとの3者で共同で作成したことを明らかにした。また、バレエ団の衣装はザック・ブラウン（アメリカンバレエシアター）がデザインし、ウェストコットと彼女の衣装デザイン部が少し手を加えた。ウェストコットは「この論争は、映画がどれくらい良くできているかわかった後になってクレジットに関して文句を言い、自らのリソースを使って宣伝してくる2人に対する賞賛の言葉である」と述べた。

### ダンス・ダブル論争
ABTのダンサーのサラ・レーンは、本作でポートマンの「ダンス・ダブル」を務めている。『ダンス・マガジン』編集長のウェンディ・ペロンで3月3日付のブログ・エントリーにて、「あなたはバレリーナになるにはほんの1年で済むと本当に信じていますか。私たちは、ナタリー・ポートマンが子供の頃にバレエを習い、フィルムのために1年間の集中教育を受けていたのを知っていますが、それだけではバレリーナにはなれません。しかしながら多くの人々が、ポートマンが自分自身で『ブラック・スワン』で踊ったと信じているように思えます。」と述べた。ダンスシーンの大部分が吹き替えである（にもかかわらずサラの名前はエキストラ扱いでしかクレジットされていない）とする彼女や後のサラ・レーンの発言に対し、バンジャマン・ミルピエとアロノフスキーらは、難しい場面以外は自分で踊っているとしてポートマンを擁護する形で反論した。

## サウンドトラック
『ブラック・スワン オリジナル・サウンドトラック』（Black Swan: Original Motion Picture Soundtrack）のタイトルで発売。イギリスの作曲家であるクリント・マンセルが手掛けた。アロノフスキーとマンセルは今回で5回目のコラボレーションである。マンセルは、チャイコフスキーのバレエ音楽に基づいて映画音楽を作曲したが、音楽を根本的に変更するのを試みた。チャイコフスキーの音楽を用いているため、第83回アカデミー賞作曲賞ではノミネート資格が無しとされた。
また、映画ではケミカル・ブラザーズによる音楽がいくつか使われたが、本サウンドトラックには入らなかった。
トラックリスト
| #         | タイトル                                        | 作詞  | 作曲・編曲 | 時間 |
| --------- | ----------------------------------------------- | ----- | ---------- | ---- |
| 1.        | 「ニナの夢 Nina's Dream」                       |       |            | 2:48 |
| 2.        | 「母鳥の餌付け Mother Me」                      |       |            | 1:06 |
| 3.        | 「新シーズンに向けて The New Season」           |       |            | 2:39 |
| 4.        | 「ベスの楽屋 A Room of Her Own」                |       |            | 1:56 |
| 5.        | 「キャスト発表 A New Swan Queen」               |       |            | 3:28 |
| 6.        | 「殻を破るために Lose Yourself」                |       |            | 2:08 |
| 7.        | 「堕ちた白鳥 Cruel Mistress」                   |       |            | 3:29 |
| 8.        | 「誘惑のレッスン Power, Seduction, Cries」      |       |            | 1:42 |
| 9.        | 「プリマを狙うリリー The Double」               |       |            | 2:20 |
| 10.       | 「真逆同士の愛 Opposites Attract」              |       |            | 3:45 |
| 11.       | 「初日前夜の悪夢 Night of Terror」              |       |            | 8:01 |
| 12.       | 「生え変わる羽 Stumbled Beginnings...」         |       |            | 3:51 |
| 13.       | 「私こそ白鳥 It's My Time」                     |       |            | 1:30 |
| 14.       | 「白鳥誕生 A Swan Is Born」                     |       |            | 1:38 |
| 15.       | 「完璧な飛翔 Perfection」                       |       |            | 5:45 |
| 16.       | 「白鳥の歌(ニナに捧ぐ) A Swan Song (For Nina)」 |       |            | 6:23 |
| 合計時間: | 合計時間:                                       | 52:38 |            |      |

。

## 公開

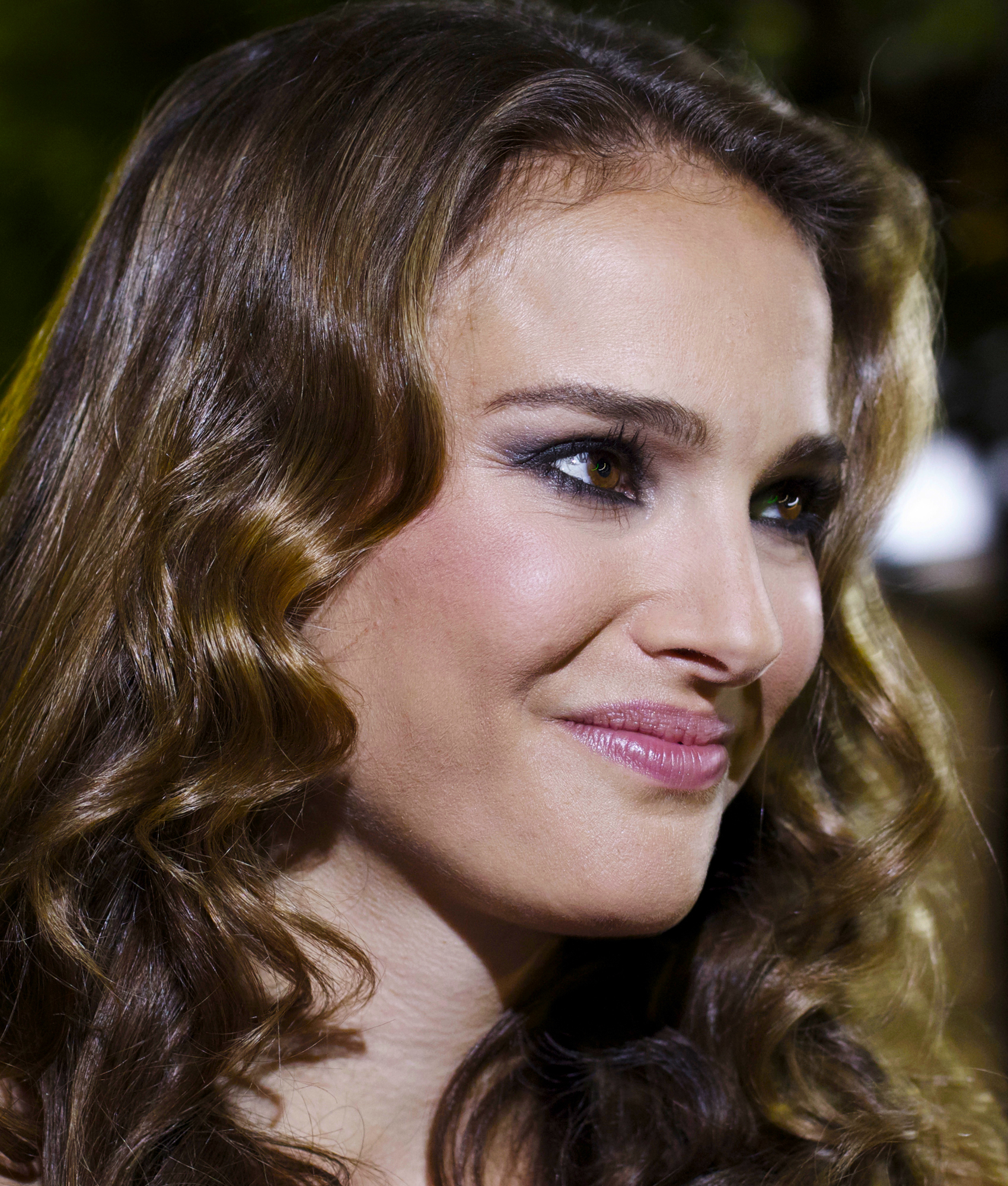
2010年のトロント国際映画祭のプレミアでのポートマン

ワールド・プレミアは、第67回ヴェネツィア国際映画祭のオープニング上映で行われた。映画祭のアーティスティック・ディレクターであるマルコ・ミューラーは『ラスト・ターゲット』（ジョージ・クルーニー主演）ではなく『ブラック・スワン』をオープニング作品に選んだことに関して、「それはちょうどいいフィット感でした。クルーニーは素晴らしい俳優であり、彼はいつもヴェネツィアで歓迎される。しかし、これはそれと同様に単純なことでした。」と語った。アロノフスキーの作品がヴェネツィア国際映画祭で上映されるのは、『ファウンテン 永遠につづく愛』、『レスラー』に続いて3本連続である。この他に、テルライド映画祭、トロント国際映画祭、ニューオーリンズ映画祭、オースティン映画祭、ロンドン映画祭などで上映された。
イギリスの『ブラック・スワン』の公開日は2011年2月11日から1月21日まで早められた。『インデペンデント』紙によると、本作は2010年後半で「最も期待された」作品の1つであると考えられていた。そして同紙新聞は1948年の『赤い靴』と比較した。
日本では2011年5月11日（水曜日）に20世紀フォックスの配給で公開された。当初はTOHOシネマズシャンテでの小規模公開を予定していたが、ナタリー・ポートマンのアカデミー賞受賞を受けてTOHOシネマズ日劇に変更して全国拡大公開した。

### ホームメディア
2011年3月29日にリージョン1とリージョンAのDVDとBlu-ray Discが発売された。リージョン2とリージョンBは同年5月16日に発売された。日本では、DVDとBlu-ray Discのセットが同年9月7日に発売された。

## 評価

### 興行収入
2010年12月3日にアメリカとカナダの一般劇場18館で限定公開された。公開日には全館で41万5822ドル、一館あたり平均2万3101ドルを売り上げた。公開初週末には全館で144万3809ドル、一館あたり平均8万212ドルを売り上げた。この一館あたりの平均興行収入は、2010年公開作品では『英国王のスピーチ』に次いで2番目くらいに高い記録で、フォックス・サーチライト作品としては最高で、歴代全作品でも21位である。2週目の週末には90館まで拡大され、約330万ドルを売り上げて興行収入ランキングで6位となった。3週目の週末には、さらに959館までに拡大され、838万3479ドルを売り上げた。 2011年5月現在、興行収入は北アメリカで累計1億ドル以上、世界中で3億ドル以上に達している。
日本で2011年9月14日に発売されたDVDとBlu-rayが、発売初週にDVDが9000枚、BDが1万3000枚売り上げ、オリコン週間ランキングでDVD&BD共に総合首位となった。

### 批評家の反応

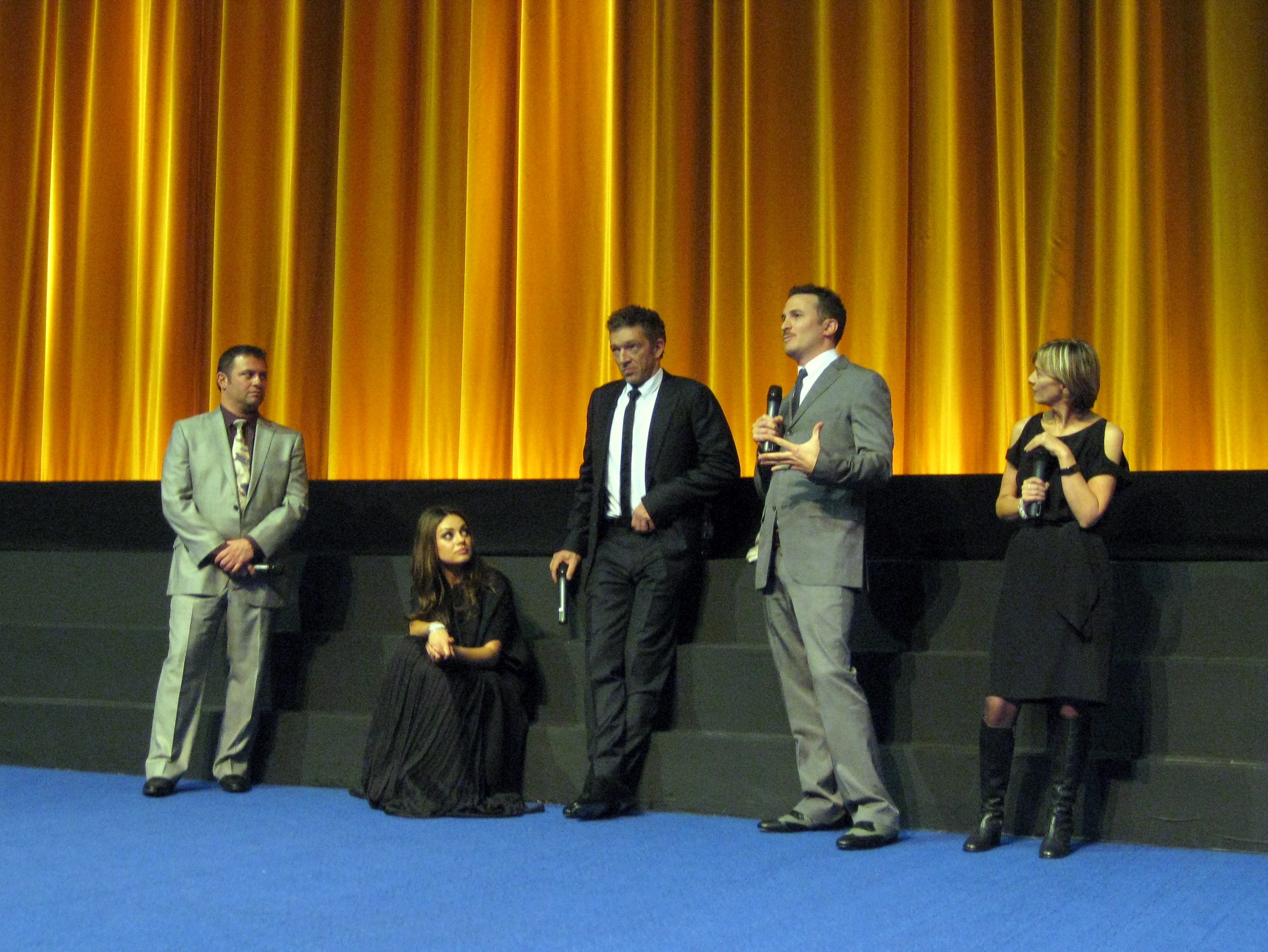
BFIロンドン映画祭で『ブラック・スワン』について議論するキャストとスタッフ（左からプロデューサーのスコット・フランクリン、俳優のミラ・クニス、ヴァンサン・カッセル、監督のダーレン・アロノフスキー）

本作は批評家からは概ね好反応を得た。Rotten Tomatoesでは255名の批評家のうち88%が好意的な評価を下し、平均点は10点満点で8.2点となった。Metacriticでは42名の批評家レビューに基づいて平均点は79点を獲得した。
2010年9月、『エンターテインメント・ウィークリー』は、ヴェネツィア国際映画祭でのスクリーニングに基づき、「『ブラック・スワン』は今年最も愛されるかまたは最も嫌われる映画の1つ」と報じた。またロイターは、ポートマンの演技が高く称賛されたこともあり、映画への初期評価が「とても好意的である」と記述した。『シドニー・モーニング・ヘラルド』は「この映画は批評家を二分した。いくらかは芝居の腹立たしく感じていたが、ほとんどはそれを「一掃」した」と報じた。

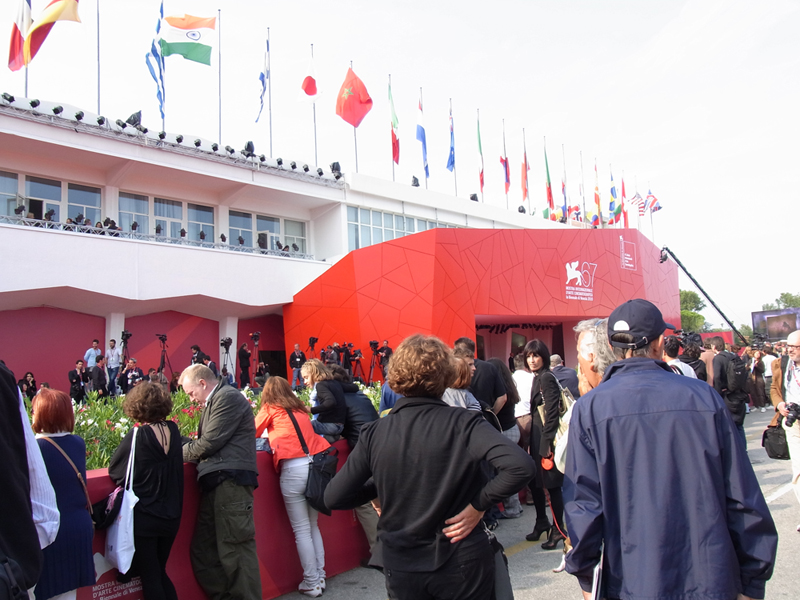
『ブラック・スワン』は第67回ヴェネツィア国際映画祭で上映された。アロノフスキーの作品が同映画祭で上映されるのは本作で3回連続となる。コンペティション部門で争い、ミラ・クニスがマルチェロ・マストロヤンニ賞（新人賞）を受賞した。

『リーゾン』誌のカート・ローダーは、映画が「素晴らしく気味が悪い」と言い、「完全に満足させない。しかし、それは監督の普通の創造的な生気で煎じられ、すばらしく暗くてきらりと光る外観がある」と記した。『スクリーン・デイリー』のマイク・グッドリッジは「不安と爽快が交互にある」と言い、『愛と喝采の日々』とポランスキーの『反撥』と『ローズマリーの赤ちゃん』のハイブリッドであると記述した。グッドリッジは、ポートマンを始め、脇役のカッセル、クニス、ハーシーの演技を賞賛し、特に「絶望的、そして、嫉妬している母親」の役割であるハーシーをルース・ゴードンと比較した。

### 受賞歴
第67回ヴェネツィア国際映画祭ではミラ・クニスがマルチェロ・マストロヤンニ賞（新人賞）を受賞した。
ゴールデングローブ賞では作品賞（ドラマ部門）、主演女優賞（ドラマ部門）、助演女優賞、監督賞にノミネートされている。その他にも多数の映画賞を受賞及びノミネートされている。
アカデミー賞ではナタリー・ポートマンが主演女優賞を受賞した。